# Daniel Fuzato
Daniel Cerantola Fuzato, (Santa Bárbara d'Oeste, 1997. július 4. –) brazil labdarúgó, az UD Ibiza kapusa.

## Pályafutása

### Klubcsapatokban
Fuzato a brazíliai Santa Bárbara d'Oeste városában született. 2010 és 2017 között a Palmeiras akadémiáján nevelkedett, 2017-ben került fel a felnőtt kerethez. 2018 nyarán szerződtette őt az olasz élvonalbeli AS Roma csapata; a rómaiaknál 2020. augusztus 1-én mutatkozott be egy Juventus elleni Serie A-mérkőzésen. 2020 őszén kölcsönben a portugál Gil Vicente csapatának volt tagja. A 2021-2022-es idényben UEFA Európa Konferencia Liga címet ünnepelt a római csapattal. 2022 nyarán szerződtette őt a spanypl másodosztályú UD Ibiza csapata.

### Válogatott
Fuzato egy-egy alkalommal lépett pályára a brazil U20-as és U23-as válogatottakban barátságos mérkőzéseken. 2019 novemberében Tite szövetségi kapitány meghívta őt a brazil felnőtt válogatott Argentína és Dél-Korea elleni barátságos mérkőzéseire készülő keretébe, azonban egyik mérkőzésen sem lépett pályára.

## Sikerei, díjai
- AS Roma
  - UEFA Konferencia Liga: 2021–2022